# 吉田隆彥
吉田隆彥，日本男性動畫師。代表作有擔任總作畫監督、人物設定的《蜂蜜與四葉草》、《歡迎加入N·H·K！》、《王牌投手 振臂高揮》。

## 主要參加作品

### 電視動畫
- 銀河冒險戰記 The Second Stage（2001年，作畫監督）
- 最终幻想：無限（2002年，作畫監督）
- 驚爆危機（2002年，原畫）
- 笑園漫畫大王（2002年，原畫）
- 最終兵器彼女（2002年，作畫監督）
- 推理之绊（2002年，作畫監督、原畫）
- 萬花筒之星（2003年，作監協力、原畫）
- GAD GUARD（2003年，作畫監督）
- 聖槍修女（2003年，作畫監督）
- R.O.D -THE TV-（2004年，作畫監督）
- 忘却的旋律（2004年，原畫）
- 蜂蜜與四葉草（2005年，總作畫監督、作畫監督、原畫）
- 神樣中學生（2005年，原畫）
- 增血鬼果林（2005年，預告動畫原畫）
- 甦醒的天空 -RESCUE WINGS-（日语：よみがえる空 -RESCUE WINGS-）（2006年，OP原畫）
- 蜂蜜與四葉草II（2006年，總作畫監督、作畫監督補佐）
- 歡迎加入N·H·K！（2006年，人物設定、總作畫監督、作畫監督）
- 零之使魔（2006年，原畫）
- 王牌投手 振臂高揮（2007年，人物設定、總作畫監督、OP作畫監督）
- 死後文（2008年，作畫監督）
- 灼眼的夏娜II（2008年，作畫監督）
- 十字架與吸血鬼（2008年，作畫監督）
- 幻影少年（2008年，OP原畫）
- 藥師寺涼子怪奇事件簿（2008年，作畫監督、OP原畫）
- Code Geass反叛的魯路修R2（2008年，作畫監督補佐）
- 魔法禁書目錄（2008年，OP原畫）
- 閃電十一人（2008年，作畫監督）
- 東之伊甸（2009年，作畫監督）
- 王牌投手 振臂高揮 ～夏季大會篇～（2010年，人物設定、總作畫監督）
- 我的妹妹哪有這麼可愛（2010年，OP原畫）
- 戰國少女 ～桃色異傳～（2011年，作畫監督）
- 歌之王子殿下 真爱1000%（2011年，OP原畫）
- 夏目友人帳 參（2011年，OP原畫）
- 輕鬆百合（2011年，作畫監督、原畫、ED原畫）
- 灼眼的夏娜III -FINAL-（2011年，OP原畫）
- 便·當（2011年，第4話OP作畫監督）
- C³ -魔幻三次方-（2011年，作畫監督）
- 妖狐×僕SS（2012年，演出、原畫）
- 創聖機械天使EVOL（2012年，原畫）
- 夏雪之約（2012年，作畫監督）
- 刀劍神域（2012年，OP2原畫）
- 我的妹妹哪有這麼可愛。（2013年，分鏡、演出）
- 魔界王子 devils and realist（2013年，ED原畫）
- 飆速宅男（2013年，人物設定、總作畫監督、OP&ED作畫監督）
- 飆速宅男 GRANDE ROAD（2014年，人物設定）
- 赤髮白雪姬（2015年，演出）
- 出包王女DARKNESS 2nd（2015年，演出、作畫監督、原畫）
- 輕鬆百合3☆hi！（2015年，作畫監督）
- 少年女僕（2016年，作畫監督）
- 超時空要塞Δ（2016年，作畫監督、原畫）
- 救難小英雄24（2016年，總作畫監督）
- 工作細胞（2018年，人物設定、總作畫監督）
- 偶像夢幻祭（2019年，作畫監督）
- 魔術士歐菲迷途之旅（2020年，人物設定、總作畫監督）

### OVA
- （2002年，原畫）
- 電玩少女櫻吹雪（日语：アーケードゲーマーふぶき）（2002年，原畫）
- DOGS/BULLETS&CARNAGE（日语：DOGS/BULLETS&CARNAGE）（2009年，作畫協力、原畫）
- 夜櫻四重奏 ～星之海～（2010年，OP原畫）
- 眾神中的貓神（2012年，原畫）

### 電影動畫
- 勇者物語（2006年，原畫）
- 劇場版 火影忍者疾風傳：火意志的繼承者（2009年，原畫）
- 劇場版 火影忍者疾風傳：失落之塔（2010年，原畫）
- 歡迎來到宇宙秀（2010年，原畫）
- 劇場版 閃電十一人GO：究極之絆 獅鷲獸（2011年，作畫監督）

## 相關項目
- 日本動畫師列表